# Colomastix halichondriae
Colomastix halichondriae är en kräftdjursart som beskrevs av Edward Lloyd Bousfield 1973. Colomastix halichondriae ingår i släktet Colomastix och familjen Colomastigidae. Inga underarter finns listade i Catalogue of Life.